# Nemastoma spinulosum
Nemastoma spinulosum is een hooiwagen uit de familie aardhooiwagens (Nemastomatidae).